# IEEE 802.11d-2001
IEEE 802.11d-2001 або 802.11derp є поправкою до специфікації IEEE 802.11, яка додає підтримку для "додаткових нормативних областей". Дана підтримка включає додавання інформаційного елементу з даними про країну до біконів, а також фреймів "probe request" та "probe response". Дані інформаційні елементи спрощують створення 802.11 бездротових точок доступу та клієнтських пристроїв, використання яких у різних частинах світу підпорядковується власним правилам. Поправку було включено до вже опублікованого стандарту IEEE 802.11-2007.
802.11 належить до набору стандартів IEEE, які регулюють методи передачі даних у бездротових мережах. Дані стандарти нині широко використовуються у своїх версіях 802.11a, 802.11b та 802.11g для надання для забезпечення бездротового підключення в будинках, офісах та деяких комерційних установах.
802.11d є специфікацією для бездротових мереж для регулювання роботу у додаткових нормативних областях. Це доповнення до специфікацій 802.11 визначає вимоги до фізичного рівня:
- Формування каналів
- Hopping patterns
- Нові значення для атрибутів MIB
- Майбутні вимоги по розширенню функціонування 802.11 WLANів у нових нормативних областях (країнах).

Поточний стандарт 802.11 визначає функціонування лише в декількох нормативних областях (країнах). This supplement adds the requirements and definitions necessary to allow 802.11 WLAN equipment to operate in markets not served by the current standard. Enable the 802.11d feature/option if you are operating in one of these "additional regulatory domains".